# 6 de junho
6 de junho é o 157.º dia do ano no calendário gregoriano (158.º em anos bissextos). Faltam 208 dias para acabar o ano.

## Eventos históricos

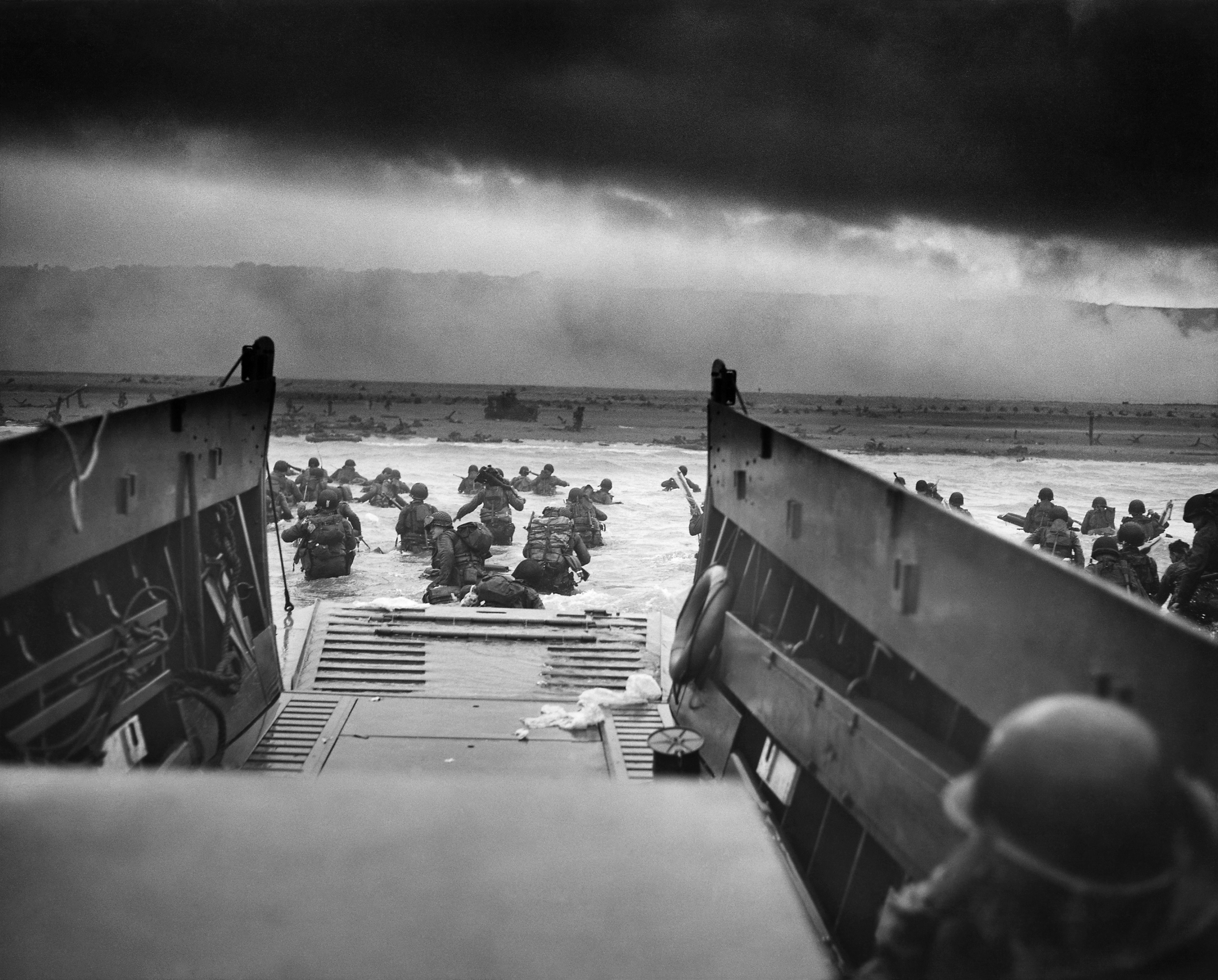
1944: Desembarques da Normandia

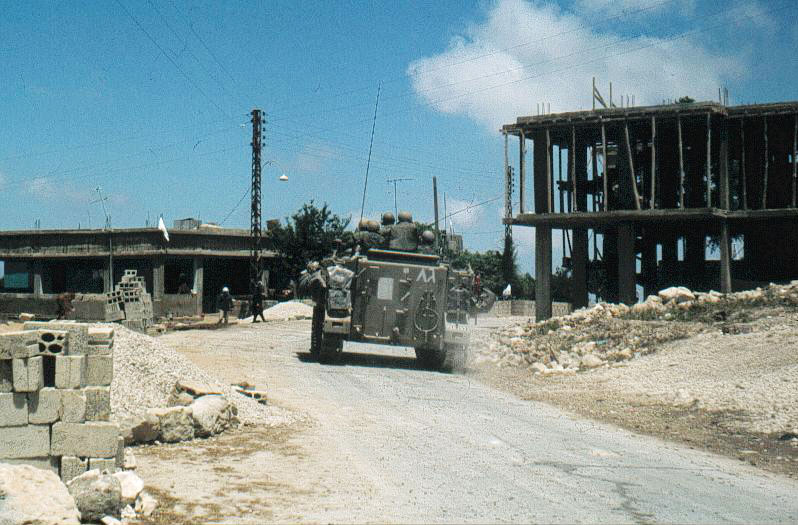
1982: Início da Guerra do Líbano

- 0913 — Constantino VII, filho ilegítimo de Leão VI, o Sábio, aos 8 anos de idade torna-se governante nominal do Império Bizantino, sob a regência de um conselho de sete homens dirigido pelo Patriarca Nicolau I de Constantinopla, nomeado pelo tio de Constantino, Alexandre III em seu leito de morte.
- 1505 — O terremoto de M8.2-8.8 Lo Mustang afeta o Tibete e o Nepal, causando graves danos em Katmandu e partes da planície indo-gangética.[1]
- 1513 — Batalha de Novara nas Guerras Italianas, as tropas suíças derrotam os franceses sob Luís II de La Trémoille, forçando-os a abandonar Milão; o Duque Maximiliano Sforza é restaurado.[2]
- 1523 — Gustavo Vasa, o regente sueco, é eleito rei da Suécia, marcando o fim simbólico da União de Kalmar. Este é o dia nacional da Suécia.
- 1586 — As forças de Francis Drake invadem Saint Augustine na Flórida espanhola.
- 1644 — Forças manchus da dinastia Qing lideradas pelo imperador Shunzhi capturam Pequim durante a queda da dinastia Ming.
- 1654 — A rainha sueca Cristina abdica de seu trono em favor de seu primo Carlos Gustavo e converte-se ao catolicismo.
- 1663 — Início do cerco a Évora pelo exército espanhol, comandado por D. João de Áustria.
- 1674 — Shivaji, fundador do Império Marata, é coroado rei.
- 1762 — Na Guerra dos Sete Anos, as forças britânicas iniciam o Cerco de Havana e capturam temporariamente a cidade.
- 1769 — Marquês de Pombal coloca a Inquisição sob proteção régia.
- 1770 — Fundação da casa de ópera mais antiga da América Latina em funcionamento: o Teatro Municipal de Ouro Preto, Brasil.
- 1801 — O Tratado de Badajoz é assinado entre Portugal e a Espanha na cidade espanhola de Badajoz.
- 1809 — Suécia promulga uma nova Constituição, que restaura o poder político ao Riksdag do Estado após 20 anos de despotismo esclarecido. Ao mesmo tempo, Carlos XIII é eleito para suceder Gustavo IV Adolfo como rei da Suécia.
- 1818 — Inaugurado o Museu Nacional, é a mais antiga instituição científica do Brasil, um dos maiores museus de história natural e de antropologia das Américas.
- 1832 — A Rebelião de Junho em Paris é reprimida pela Guarda Nacional.
- 1844 — Associação Cristã de Moços (ACM) é fundada em Londres.
- 1889 — O Grande Incêndio de Seattle destrói todo o centro de Seattle.[3]
- 1909 — Tropas francesas capturam Abéché (no atual Chade) e instalam um sultão fantoche no Império de Uadai.
- 1912 — Começa a erupção de Novarupta no Alasca. É a maior erupção vulcânica do século XX.[4]
- 1918 — Primeira Guerra Mundial: Batalha de Belleau: o Corpo de Fuzileiros Navais dos Estados Unidos sofre as maiores baixas de um único dia enquanto tentava recapturar a floresta em Château-Thierry.
- 1920 — Em Portugal, morre de apoplexia em pleno Conselho de Ministros o presidente do Ministério António Maria Baptista. É nomeado o ministro da Justiça José Ramos Preto para o substituir na presidência do 24.º governo republicano.
- 1933 — O primeiro cinema drive-in é inaugurado em Camden, Nova Jérsei, Estados Unidos.
- 1942 — Segunda Guerra Mundial: Batalha de Midway. Bombardeiros de mergulho da Marinha dos Estados Unidos afundam o cruzador japonês Mikuma e quatro porta-aviões japoneses, Akagi, Kaga, Sōryū e Hiryū. O porta-aviões americano Yorktown e o contratorpedeiro Hammann também foram afundados.
- 1944 — Segunda Guerra Mundial: a invasão aliada da Normandia - codinome Operação Overlord - começa com a execução da Operação Netuno (comumente chamada de Dia D), o desembarque de 155 000 soldados aliados nas praias da Normandia, na França. Os soldados aliados rapidamente atravessam a Muralha do Atlântico e avançam para o interior na maior operação militar anfíbia da história.
- 1946 — Fundação da Basketball Association of America em Nova Iorque; a BAA foi a precursora da moderna National Basketball Association.
- 1971
  - Programa Soyuz: lançamento da Soyuz 11.
  - Uma colisão no ar entre um avião a jato Hughes Airwest Douglas DC-9 e um caça McDonnell Douglas F-4 Phantom II do Corpo de Fuzileiros Navais dos Estados Unidos perto de Duarte, na Califórnia, provoca a morte de 50 pessoas.
- 1974 — Um novo instrumento de governo é promulgado, tornando a Suécia uma monarquia parlamentar.
- 1975
  - Ocorre a Manifestação de 6 de Junho de 1975 na cidade de Ponta Delgada, Portugal.
  - O referendo britânico resulta na continuação da adesão à Comunidade Económica Europeia, com 67% dos votos a favor.[5]
- 1982 — Início da Guerra do Líbano. Forças sob o comando do ministro da Defesa israelense, Ariel Sharon, invadem o sul do Líbano durante a Operação Paz para a Galileia, posteriormente chegando ao norte da capital Beirute.
- 1984 — Lançamento do jogo eletrônico Tetris.
- 1985 — O túmulo de "Wolfgang Gerhard" é aberto em Embu das Artes, Brasil; os restos exumados são mais tarde identificados como os de Josef Mengele, o "Anjo da Morte" de Auschwitz; acredita-se que Mengele tenha se afogado enquanto nadava em fevereiro de 1979.
- 1994 — O voo 2303 da China Northwest Airlines cai perto do Aeroporto Internacional de Xi'an Xianyang, matando todas as 160 pessoas a bordo.
- 2002 — Um asteroide próximo à Terra estimado em dez metros de diâmetro explode sobre o Mar Mediterrâneo entre a Grécia e a Líbia. Estima-se que a explosão tenha uma força de 26 quilotons, ligeiramente mais poderosa que a bomba atômica de Nagasaki.[6]
- 2017 — Guerra civil síria: a Batalha de Raqqa começa com uma ofensiva das Forças Democráticas Sírias (FDS) para capturar a cidade do Estado Islâmico do Iraque e do Levante (EIIL).[7]

## Nascimentos

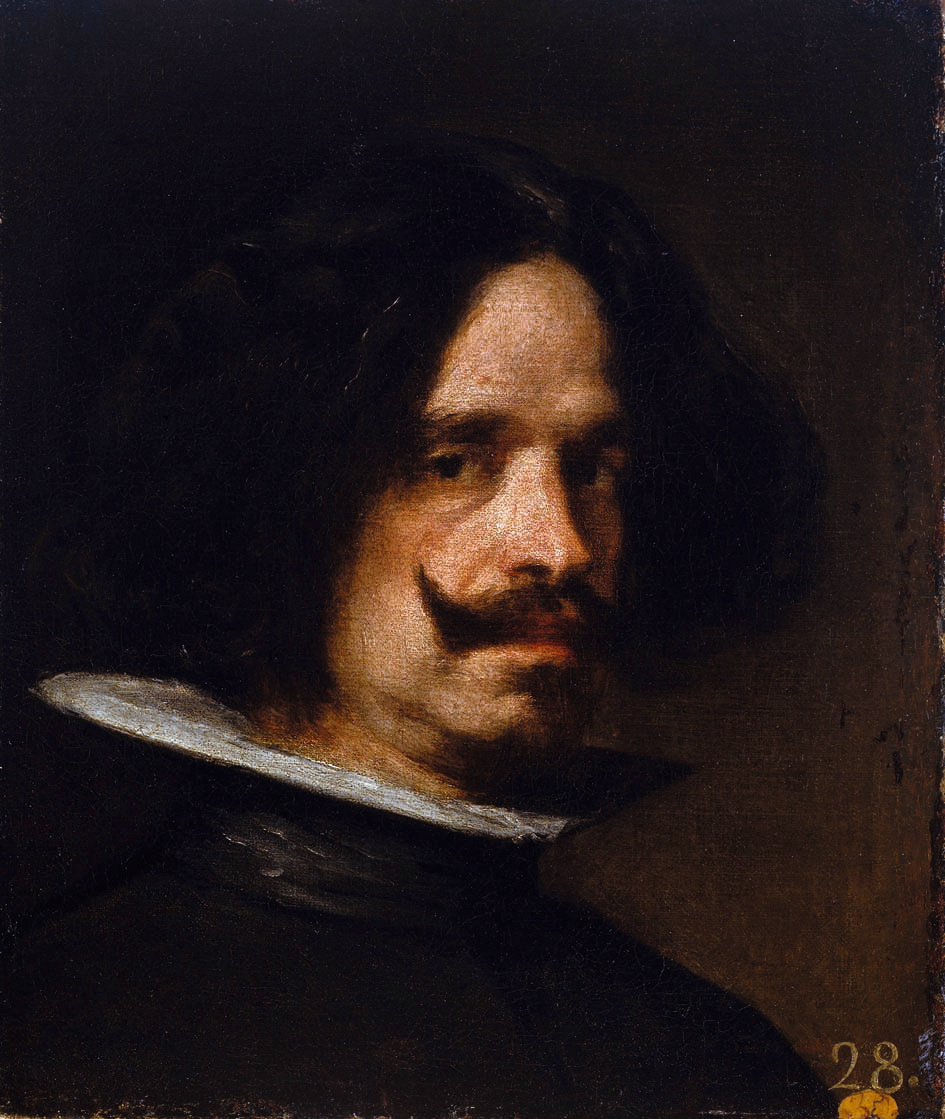
Diego Velázquez

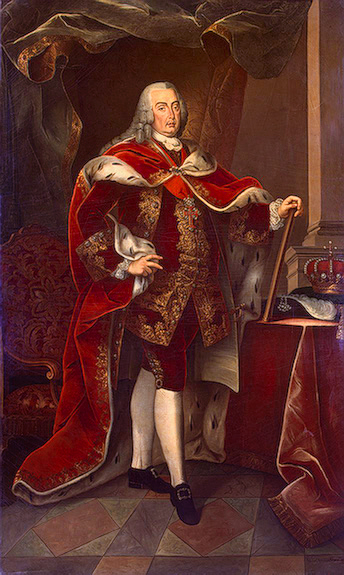
José I de Portugal

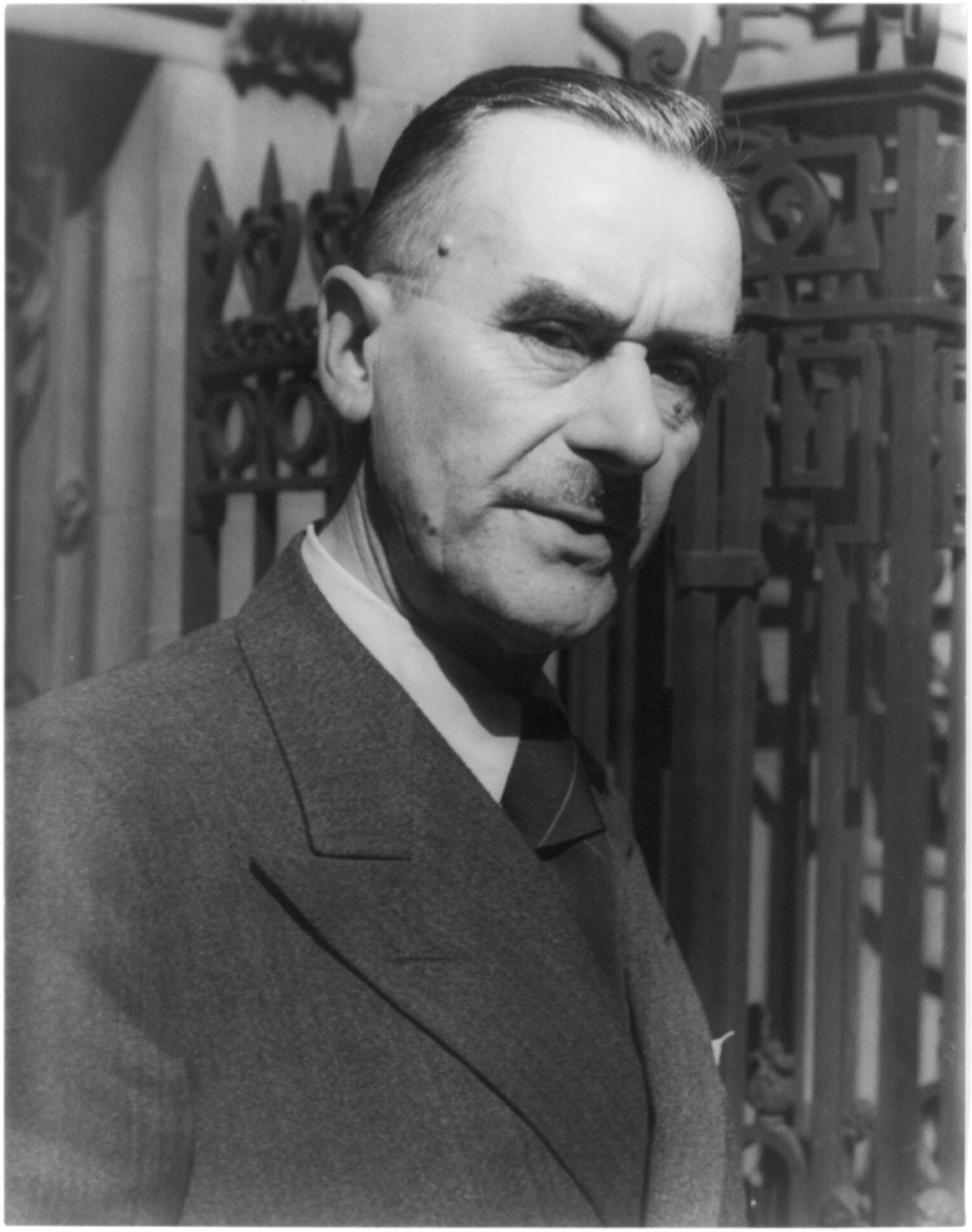
Thomas Mann

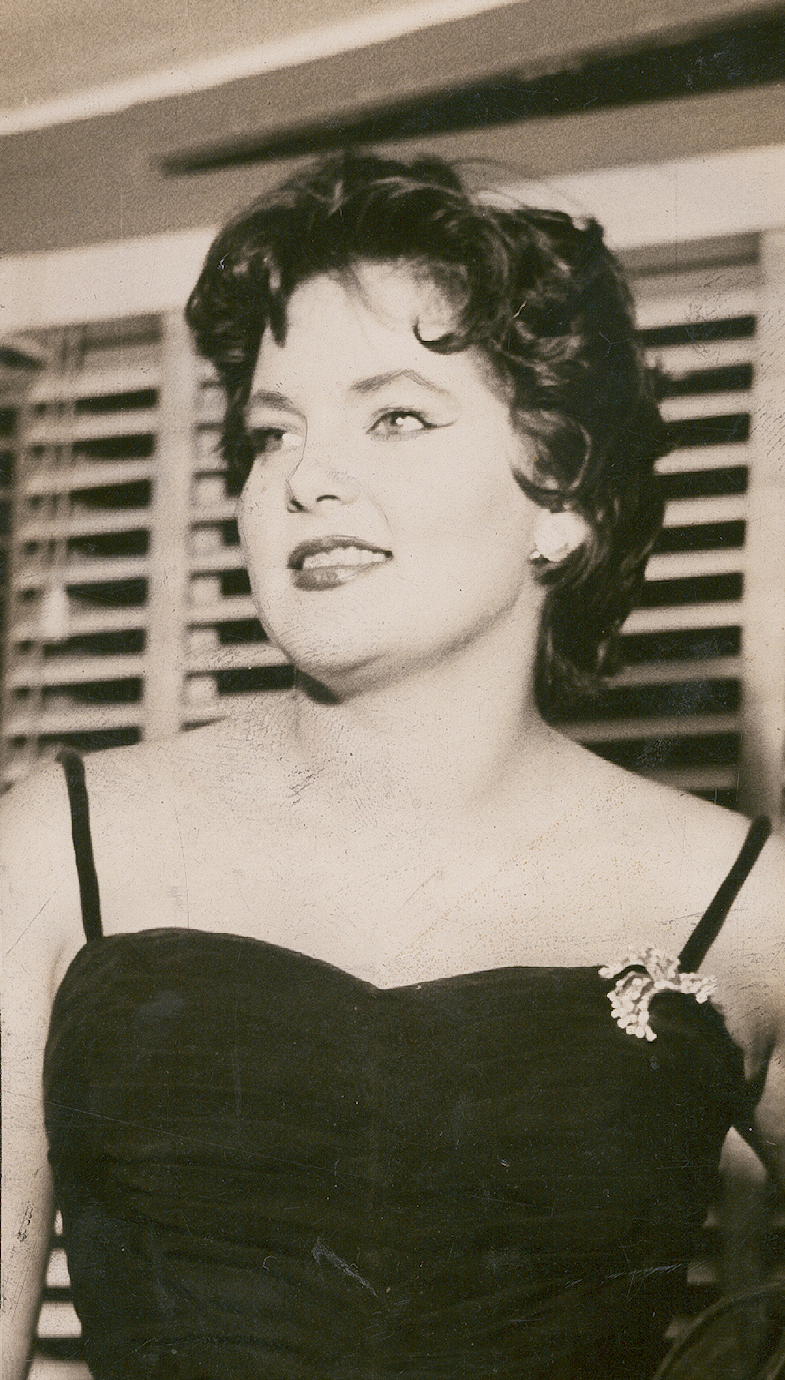
Maysa Matarazzo

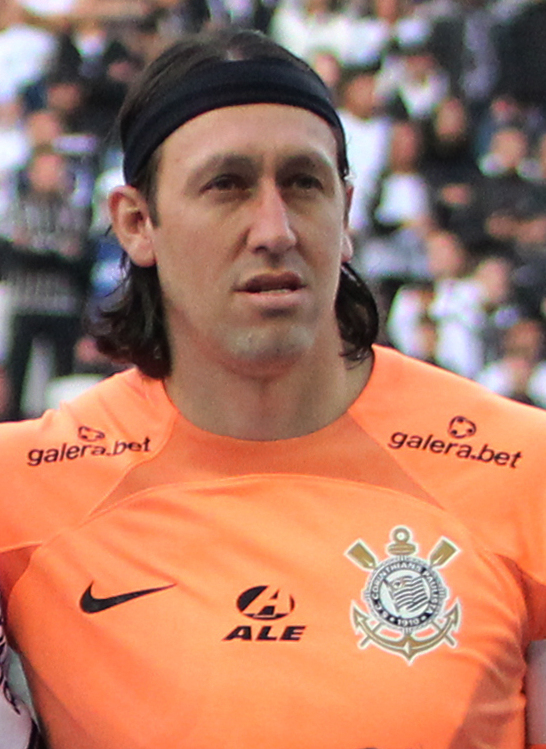
Cássio Ramos

### Anteriores ao século XIX
- 1243 — Alice da Bretanha, condessa de Blois (m. 1288).
- 1436 — Johannes Müller von Königsberg, matemático e cosmógrafo alemão (m. 1476).
- 1519 — Andrea Cesalpino, naturalista italiano (m. 1603).
- 1599 — Diego Velázquez, pintor espanhol (m. 1660).
- 1606 — Pierre Corneille, dramaturgo francês (m. 1684).
- 1714 — José I de Portugal (m. 1777).
- 1750 — Abade Correia da Serra, cientista português (m. 1823).
- 1756 — John Trumbull, pintor estadunidense (m. 1843).
- 1781 — João Carneiro da Silva, fidalgo brasileiro (m. 1851).
- 1799 — Alexandre Pushkin, poeta russo (m. 1837).

### Século XIX
- 1809 — Franz Heinrich Ludolf Ahrens, filólogo alemão (m. 1881).
- 1816 — Tristão José Monteiro, comerciante e colonizador brasileiro (m. 1892).
- 1848 — António Gomes Leal, poeta português (m. 1921).
- 1850
  - Karl Ferdinand Braun, físico alemão (m. 1918).
  - Francisco José Ribeiro de Vieira e Brito, bispo português (m. 1935).
- 1855 — Carlos Norberto de Sousa Aranha, político brasileiro (m. 1945).
- 1857 — Aleksandr Lyapunov, físico e matemático russo (m. 1918).
- 1860 — William Ralph Inge, escritor britânico (m. 1954).
- 1864 — Sá Cardoso, político e militar português (m. 1950).
- 1868 — Robert Falcon Scott, oficial da marinha britânica e explorador antártico (m. 1912).
- 1869 — Siegfried Wagner, compositor e maestro alemão (m. 1930).
- 1872 — Alexandra Feodorovna, czarina russa (m. 1918).
- 1875 — Thomas Mann, escritor alemão (m. 1955).
- 1879 — Patrick Abercrombie, arquiteto e urbanista britânico (m. 1957).
- 1880 — William Thomas Cosgrave, político irlandês (m. 1965).
- 1884 — Levino Fânzeres, pintor brasileiro (m. 1956).
- 1888 — Valerian Kuybyshev, revolucionário e político russo (m. 1935).
- 1890 — Leo Vaz, escritor e jornalista brasileiro (m. 1973).
- 1893 — Sándor Szalay, patinador artístico húngaro (m. 1965).
- 1896 — Italo Balbo, político e militar italiano (m. 1940).

### Século XX

#### 1901–1950
- 1901 — Sukarno, político indonésio (m. 1970).
- 1903 — Aram Khachaturian, compositor armênio (m. 1978).
- 1906 — Max August Zorn, matemático alemão (m. 1993).
- 1909 — Isaiah Berlin, filósofo e historiador soviético (m. 1997).
- 1910
  - Fritzi Burger, patinadora artística austríaca (m. 1999).
  - Marina Freire, atriz brasileira (m. 1974).
- 1917
  - César de Alencar, ator brasileiro (m. 1990).
  - Kirk Kerkorian, empresário estadunidense (m. 2015).
- 1918 — Edwin Krebs, bioquímico estadunidense (m. 2009).
- 1923
  - Ivor Bueb, automobilista britânico (m. 1959).
  - Virginia Cleo Andrews, escritora estadunidense (m. 1986).
- 1926
  - Alex Sanders, ocultista britânico (m. 1988).
  - Joaquim Rosa, ator português (m. 2016).
- 1927 — Liana Duval, atriz brasileira (m. 2011).
- 1930
  - Ian Burgess, automobilista britânico (m. 2012).
  - Carlos Maximiliano Fayet, arquiteto brasileiro (m. 2007).
- 1932 — David Scott, astronauta estadunidense.
- 1933 — Heinrich Rohrer, físico suíço (m. 2013).
- 1934
  - Alberto II da Bélgica.
  - Carlos Nobre, cantor e compositor brasileiro (m. 2009).
- 1935 — Grant Green, músico estadunidense (m. 1979).
- 1936
  - Malangatana, pintor moçambicano (m. 2011).
  - Maysa Matarazzo, cantora e compositora brasileira (m. 1977).
- 1942
  - Alceu Pires, cantor e compositor brasileiro (m. 2025).
  - Norberto Rivera Carrera, cardeal mexicano.
- 1943
  - Dagoberto Fontes, ex-futebolista uruguaio (m. 2024).
  - Richard Smalley, químico estadunidense (m. 2005).
- 1944
  - Phillip Allen Sharp, biólogo estadunidense.
  - Edgar Froese, músico alemão (m. 2015).
- 1945 — David Dukes, ator norte-americano (m. 2000).
- 1947
  - David Blunkett, político britânico.
  - Robert Englund, ator e diretor norte-americano.
  - Ada Kok, ex-nadadora neerlandesa.
- 1948
  - Richard Sinclair, músico britânico.
  - Rocco Buttiglione, político italiano.
- 1949 — Newton Mesquita, artista plástico brasileiro.
- 1950 — José Albino da Silva Peneda, político português.

#### 1951–2000
- 1952
  - Harvey Fierstein, ator, dramaturgo e roteirista estadunidense.
  - Guillermo La Rosa, ex-futebolista peruano.
- 1954
  - Władysław Żmuda, ex-futebolista polonês.
  - Jorge Mendonça, futebolista brasileiro (m. 2006).
- 1956
  - Björn Borg, ex-tenista sueco.
  - Lula Pereira, treinador de futebol brasileiro (m. 2021).
- 1957 — Fábio Barreto, cineasta brasileiro (m. 2019).
- 1958
  - Eugénia Melo e Castro, cantora e compositora portuguesa.
  - João Paulo Cunha, político brasileiro.
- 1959 — Manuel Mozos, cineasta português.
- 1960
  - Jozef Pribilinec, ex-atleta eslovaco.
  - Steve Vai, guitarrista norte-americano.
- 1961 — Tom Araya, músico chileno.
- 1962 — Heloísa Helena, política brasileira.
- 1963
  - Jason Isaacs, ator britânico.
  - Eric Cantor, político estadunidense.
  - Dariusz Kubicki, ex-futebolista e treinador de futebol polonês.
- 1964 — Vincent Young, ator norte-americano.
- 1966
  - Faure Gnassingbé, político tonganês.
  - Tony Yeboah, ex-futebolista ganês.
  - Murdoc Niccals, baixista da banda Gorillaz.
- 1967
  - Miguel Hurst, ator português.
  - Paul Giamatti, ator norte-americano.
- 1969
  - Simone Moreno, cantora brasileira.
  - Fernando Redondo, ex-futebolista argentino.
- 1970 — James Shaffer, guitarrista estadunidense.
- 1971 — Silvia Jato, modelo espanhola.
- 1972 — Oscar Díaz, ex-futebolista colombiano.
- 1973 — Patrick Rothfuss, escritor norte-americano.
- 1974 — Rolando Fonseca, ex-futebolista costarriquenho.
- 1975
  - Souza, ex-futebolista brasileiro.
  - Nenê, futebolista brasileiro.
- 1976 — Geoff Rowley, skatista britânico.
- 1978
  - Jessica Kresa, wrestler estadunidense.
  - Igors Vihrovs, ginasta letão.
  - Carl Barât, músico britânico.
- 1979 — Roberto De Zerbi, ex-futebolista e treinador italiano.
- 1980 — Pete Hegseth, apresentador de televisão americano.
- 1981
  - João Paulo, futebolista português.
- 1982 — Jaxson Ryker, lutador americano.
- 1983 — Margarida Vila-Nova, atriz portuguesa.
- 1984 — Noor Sabri, futebolista iraquiano.
- 1985
  - Drew McIntyre, wrestler britânico.
  - Sebastian Larsson, futebolista sueco.
  - Sōta Hirayama, futebolista japonês.
- 1986
  - Tiago Targino, futebolista português.
  - Murilo Cezar, ator brasileiro.
  - Kim Hyun-joong, cantor e ator sul-coreano.
- 1987
  - Cássio Ramos, futebolista brasileiro.
  - Rubin Okotie, futebolista austríaco-paquistanês.
- 1988
  - Yasmin Brunet, modelo brasileira.
  - Ryan Brathwaite, atleta barbadiano.
- 1989 — Robert Sacre, jogador de basquetebol estadunidense.
- 1990
  - Vid Belec, futebolista esloveno.
  - Ashleigh Chisholm, atriz australiana.
  - Samuel Xavier, futebolista brasileiro.
- 1991 — Ashley Park, atriz americana.
- 1992
  - Megumi Murakami, cantora japonesa.
  - Kim Hyun Ah, cantora e modelo sul-coreana.
- 1993 — Aisling Franciosi, atriz irlandesa.
- 1994 — Olívia Torres, atriz brasileira.
- 1995 — João Côrtes, ator brasileiro.
- 1997 — José Condessa, ator português.
- 1998 — Bruno Gadiol, ator e cantor brasileiro.
- 2000 — Haechan, cantor sul-coreano.
- 2001 — Rayan Aït-Nouri, futebolista francês.

## Mortes

### Anteriores ao século XIX
- 1480 — Vecchietta, artista e arquiteto italiano (n. 1412).
- 1548 — João de Castro, fidalgo português (n. 1500)
- 1554 — Hieronymus Schurff, jurista alemão (n. 1481).

### Século XIX
- 1832 — Jeremy Bentham, filósofo e jurista britânico (n. 1748).
- 1840 — Marcellin Champagnat, santo católico francês (n. 1789).
- 1861 — Camilo Benso, conde de Cavour, político italiano (n. 1810).
- 1862 — Turner Ashby, oficial norte-americano (n. 1828).
- 1881 — Henri Vieuxtemps, violinista e compositor belga (n. 1820).
- 1885 — Carlos João Rademaker, sacerdote católico português (n. 1828).
- 1897 — Manuel José do Conde, nobre português (n. 1817).

### Século XX
- 1914 — Artur Jaceguai, militar e nobre brasileiro (n. 1843).
- 1918 — Emílio de Meneses, jornalista e poeta brasileiro (n. 1866).
- 1919 — Nicole Girard-Mangin, médica francesa (n. 1878).
- 1920 — António Maria Baptista, político português (n. 1866).
- 1928
  - Nilo Cairo da Silva, médico e engenheiro militar brasileiro (n. 1874).
  - Luigi Bianchi, matemático italiano (n. 1856).
- 1943 — Artur Neiva, cientista e político brasileiro (n. 1880).
- 1944
  - Thomas Meehan III, oficial militar estadunidense (n. 1921).
  - Paul Cornu, engenheiro francês (n. 1881).
- 1946 — Gerhart Hauptmann, dramaturgo alemão (n. 1862).
- 1947 — Rudolph Ahrons, engenheiro brasileiro (n. 1869).
- 1948 — Louis Lumière, pioneiro do cinema francês (n. 1864).
- 1956 — Hiram Bingham, explorador estadunidense (n. 1875).
- 1961 — Carl Gustav Jung, psicólogo suíço (n. 1875)
- 1962 — Yves Klein, artista francês (n. 1928)
- 1968 — Robert F. Kennedy, político norte-americano (n. 1925)
- 1969 — Francisco Fernandes Lopes, médico português (n. 1884).
- 1976 — Jean Paul Getty, industrial estadunidense (n. 1892).
- 1979 — Jack Haley, ator estadunidense (n. 1898).
- 1982
  - Kenneth Rexroth, poeta estadunidense (n. 1905).
  - Rolls Gracie, lutador brasileiro de jiu-jitsu (n. 1951).
- 1985 — Vladimir Jankélévitch, filósofo e musicólogo francês (n. 1903).
- 1994 — Barry Sullivan, ator norte-americano (n. 1912).
- 1996 — George Davis Snell, geneticista estadunidense (n. 1903).
- 2000
  - Moreira da Silva, compositor e cantor brasileiro (n. 1902).
  - Lazar Koliševski, político macedônio (n. 1914).
  - Maria Laura Mainetti, religiosa e educadora italiana (n. 1939).

### Século XXI
- 2001 — Suzanne Schiffman, roteirista francesa (n. 1929).
- 2005
  - Dana Elcar, ator estadunidense (n. 1927).
  - Anne Bancroft, atriz americana (n. 1931).
- 2006 — Billy Preston, organista norte-americano (n. 1946).
- 2007 — Miroslav Smotlacha, micologista tcheco (n. 1920).
- 2009 — Jean Dausset, imunologista francês (n. 1916).
- 2010 — Marvin Isley, baixista estadunidense (n. 1953).
- 2012 — Jean-Louis Loday, matemático francês (n. 1946).
- 2014 — Lorna Wing, psiquiatra inglesa (n. 1928).
- 2016 — Hélio Garcia, político brasileiro (n. 1931).
- 2017 — Sandra Reemer, cantora holandesa (n. 1950).
- 2021 — Camila Amado, atriz brasileira (n. 1938)
- 2023
  - Françoise Gilot, pintora francesa (n. 1921)
  - Carlos Moura, cantor brasileiro (n. 1950)

## Feriados e eventos cíclicos

### Brasil
- Dia Nacional de Triagem Neonatal (Teste do Pezinho)
- Dia Nacional Livre de Impostos
- Aniversário da cidade de Açailândia, Maranhão.
- Aniversário da cidade de Formiga, em Minas Gerais.
- Aniversário da cidade de Lagoa Dourada, em Minas Gerais.
- Aniversário da cidade de Sertanópolis, em Paraná.
- Aniversário da cidade de Osvaldo Cruz, em São Paulo.
- Dia Internacional da Logística

### Cristianismo
- Cláudio de Besançon
- Marcellin Champagnat
- Maria Laura Mainetti
- Norberto de Xanten

## Outros calendários
- No calendário romano era o 8.º dia (VIII) antes dos idos de junho.
- No calendário litúrgico tem a letra dominical C para o dia da semana.
- No calendário gregoriano a epacta do dia é xxi.